# Ben Osborn
Pour les articles homonymes, voir Osborn.
Benjamin « Ben » Osborn , né le 5 août 1994 à Derby, est un footballeur anglais qui évolue au poste de milieu de terrain à Derby County.

## Biographie
Le 28 juin 2024, il rejoint Derby County.

## Palmarès

### En club
- Sheffield United
  - Vice-champion de Championship en 2023.